# Eriocaulon ligulatum
Eriocaulon ligulatum är en gräsväxtart som först beskrevs av Vell., och fick sitt nu gällande namn av Lyman Bradford Smith. Eriocaulon ligulatum ingår i släktet Eriocaulon och familjen Eriocaulaceae.

## Underarter
Arten delas in i följande underarter:
- E. l. dimerum
- E. l. ligulatum